# Michel Michalakakos
Michel Michalakakos est un altiste français né en 1954 à Athènes.

## Biographie
Il commence à l'âge de treize ans à étudier l'alto auprès de son père, Christos Michalakakos, puis entre au CNSM de Paris dans la classe de Colette Lequien (alto), et de Joseph Calvet (musique de chambre). Il en sort en 1977 avec un 1er prix d'alto tandis qu'un an plus tard, en 1978, il obtient son CA d'enseignement.
Il intègre ensuite de 1979 à 1984 l'Orchestre national de France et rejoint de 1981 à 1993 le Trio à cordes de Paris, aux côtés de Jean Grout et de Charles Frey.
Il se produit régulièrement avec des orchestres français et étrangers et donne des récitals de sonates, notamment avec la pianiste Martine Gagnepain, avec laquelle il a enregistré plusieurs disques. Ses partenaires de musique de chambre comptent notamment Roland Daugareil, Patrice Fontanarosa, Jean-Jacques Kantorow, Gérard Jarry, Régis Pasquier, Jean-Marc Phillips, Gérard Poulet, Vladimir Mendelssohn, Henri Demarquette, Roland Pidoux, Bernard Cazauran, Isabelle Moretti, Philippe Bernold, Jean Ferrandis, Patrick Gallois, Maxence Larrieu, Michel Arrignon, Pascal Devoyon, les quatuors Élysée, Manfred, Parisii…
Intéressé par tous les types de musique, il n'est pas rare de le voir participer à des concerts de tango, jazz, musique tzigane, musique traditionnelle.
Il est depuis 1991 professeur de lecture à vue au Conservatoire national supérieur de musique de Paris mais également d'alto au conservatoire à rayonnement régional de Boulogne-Billancourt depuis 1990. Outre ces activités, on le retrouve donnant des cours d'alto et de musique de chambre dans le cadre de stages, académies internationales et master-classes.
Il participe souvent à des master-classes du conservatoire de Toulouse.